# Ternstroemia gymnanthera
Ternstroemia gymnanthera is een soort plant uit de familie Pentaphylacaceae die groeit op een hoogte van 200–2800 meter in Japan, China en op een hoogte van 1200–1500 meter in de Himalaya. De plant is 3,5 meter hoog en bloeit van juni tot juli.

## Foto's

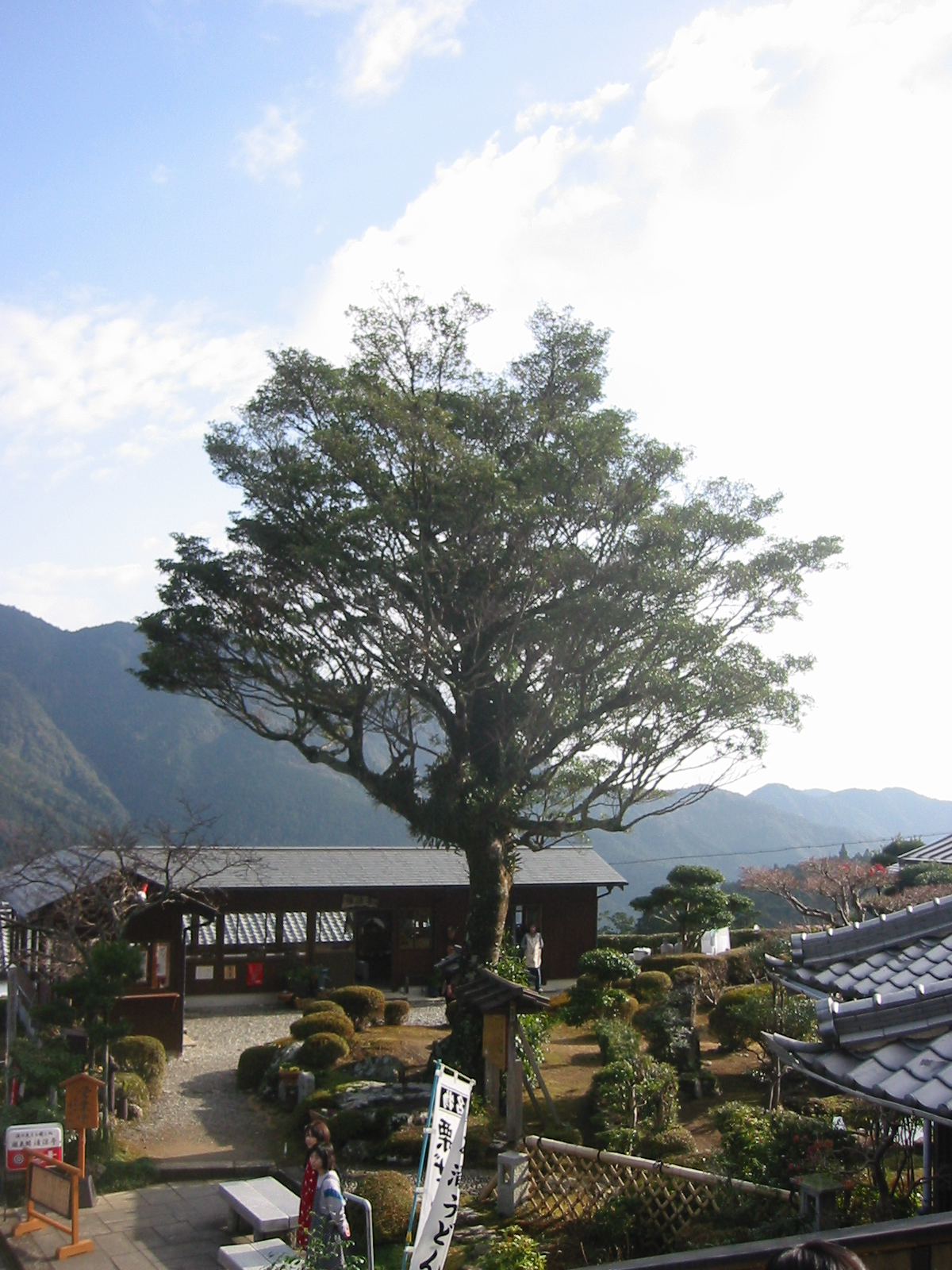
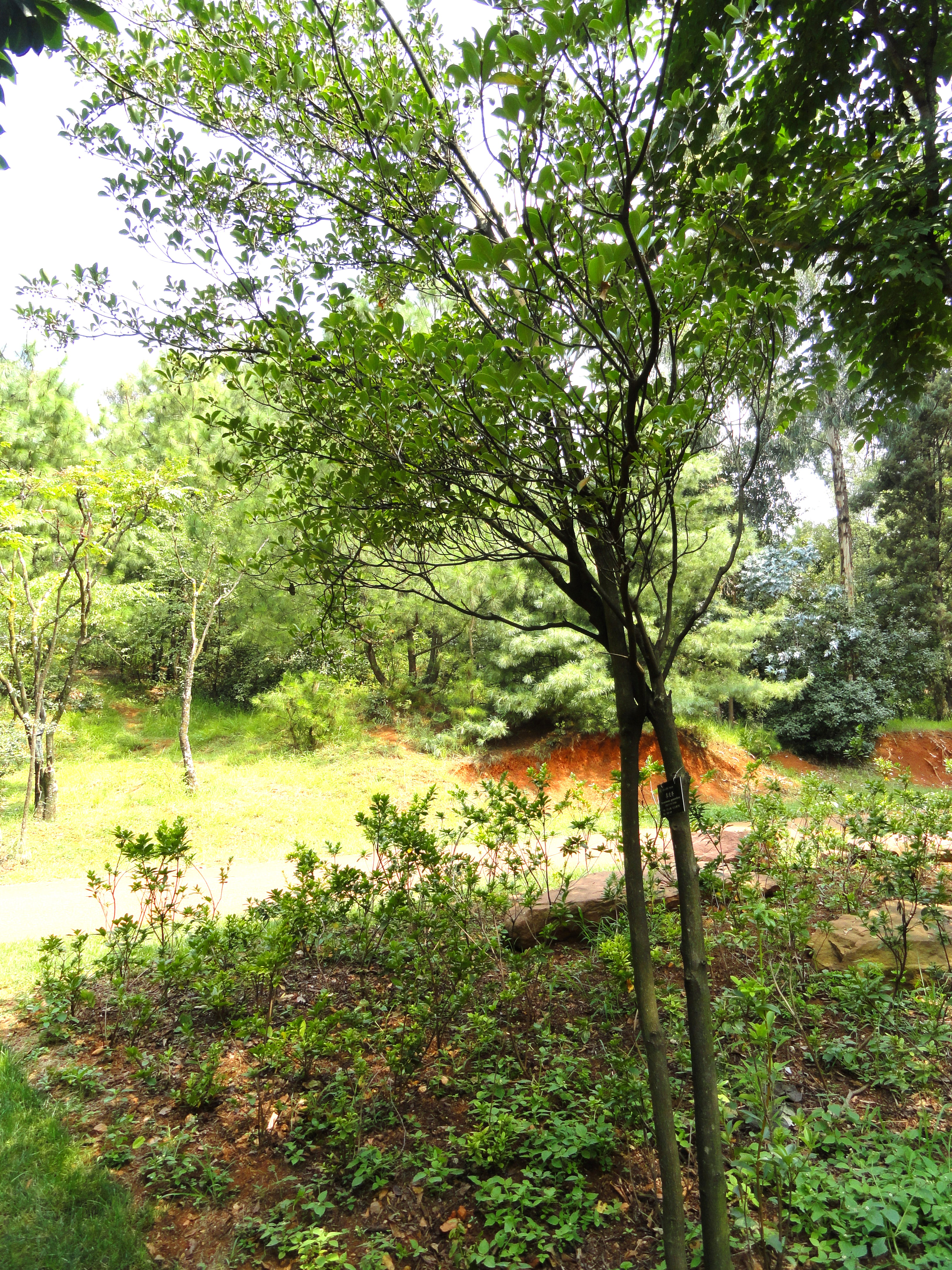
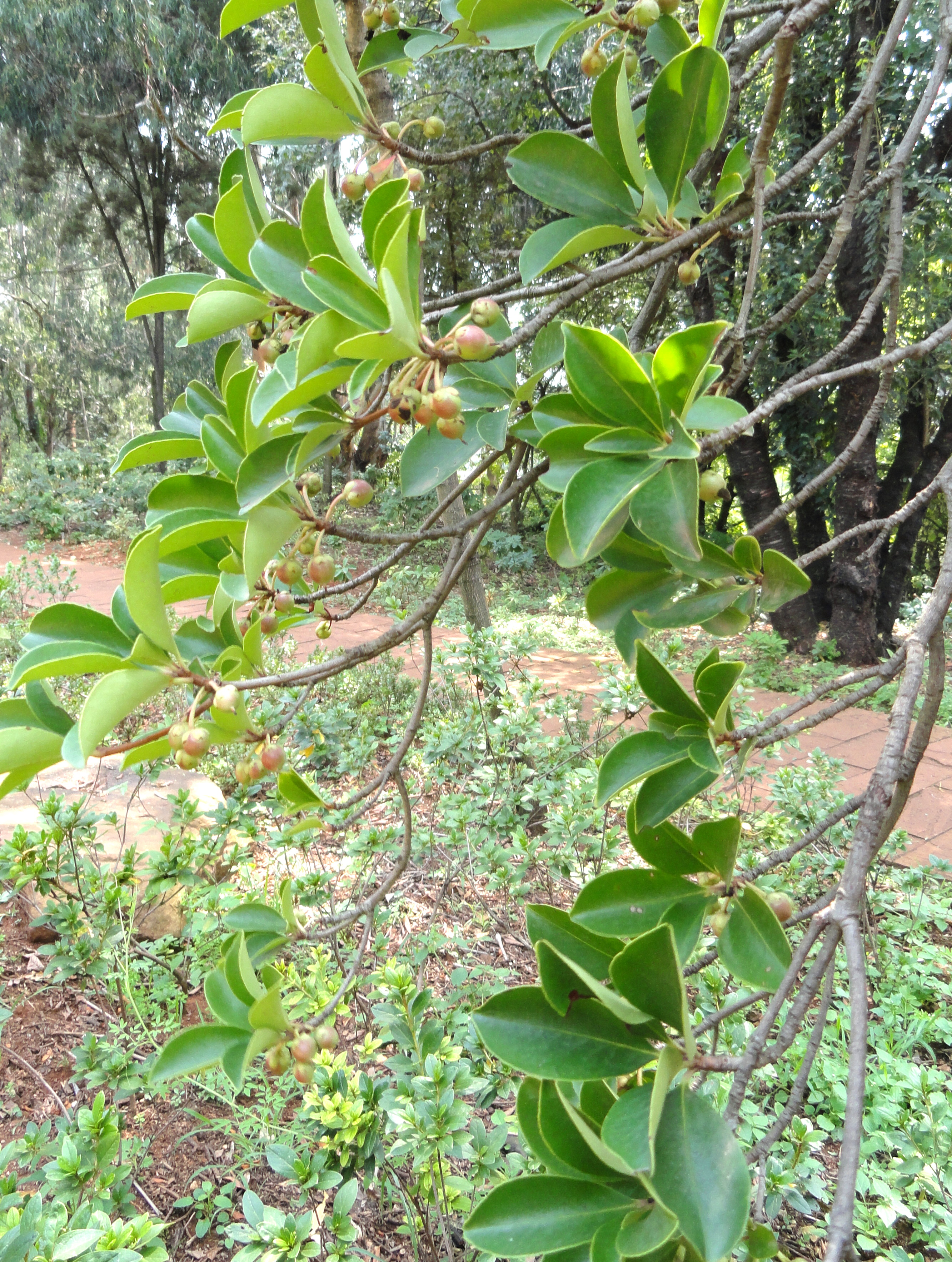
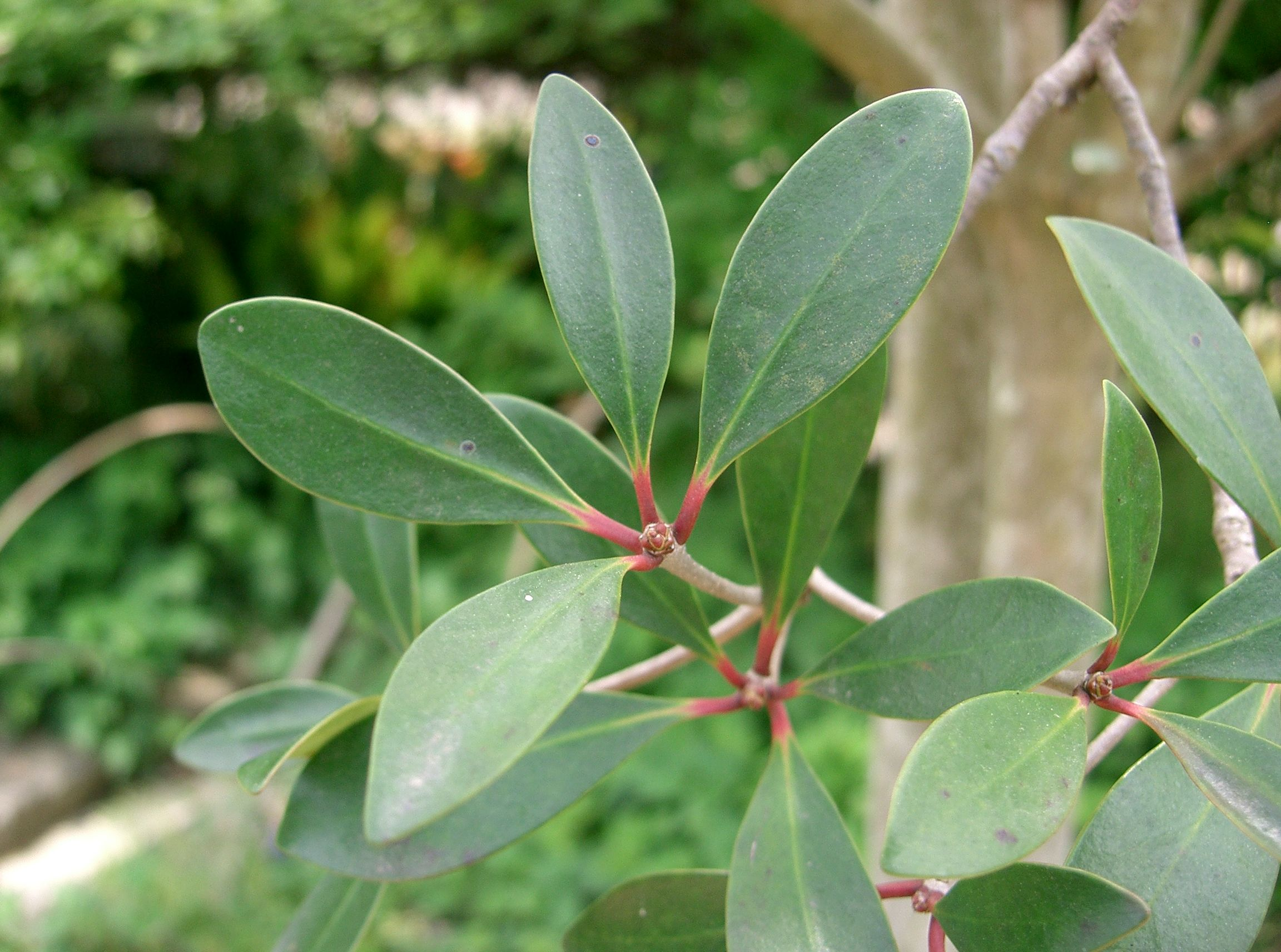